# Suncus murinus
La musaraña casera (Suncus murinus) es una especie de mamífero soricomorfo de la familia Soricidae.

## Distribución geográfica
Se encuentra al norte y este de África, incluyendo Madagascar, el Oriente Próximo,  Asia Meridional,  Oriental y el  Sudoriental, la Wallacea, en Nueva Guinea y en la isla de Guam. Es probable que hayan sido introducidos por la mano humana en ciertas regiones de su ámbito de distribución.  